# Nokia 1006
O Nokia 1006 é um telefone com design básico para tecnologia CDMA. Foi anunciado em 8 de janeiro de 2009 e lançado no mesmo mês. Este celular estilo barra possui recursos Bluetooth, discagem por voz e também possui GPS (Grand Positioning System) do tipo A-GPS.

## Características
O telefone possui um display colorido LCD TFT/TFD de 1,5 polegadas. Sua bateria removível de íons de lítio de 860 mAh oferece uma bateria reserva de no máximo 240 horas em modo de espera e 3,5 horas no máximo em modo de conversação. MicroUSB e um conector para fone de ouvido de 2,5 mm são suportados pelo dispositivo. O recurso de software BREW no celular permite o download de jogos e aplicativos externos. A discagem por voz dependente do alto-falante também é suportada pelo celular. O telefone também possui teclas de volume na lateral, o que facilita o ajuste do volume. A entrada é feita através do teclado numérico e teclas programáveis. Ele também possui o recurso de entrada preditiva de texto. A cabeça SAR é de 1,46 W/kg e a do corpo é de 0,35 W/kg.

## Dados, Rede, Conectividade
O telefone tem suporte para modo vôo. Também suporta GPRS, WAP v2.0, WEB. Ele também suporta tecnologia de dados de alta velocidade. A conectividade é feita através de Bluetooth v2.0, USB e microUSB. O telefone tem espaço para mini-SIM. A porta microUSB suporta carregamento.

## Multimédia
O telefone tem suporte para toques e gráficos personalizados. Este telefone é um viva-voz, a música pode ser reproduzida tanto através do conector de 2,5 mm quanto do alto-falante embutido.

## Aplicações pré-instaladas
Jogos (apenas 1 jogo, Planet Puzzle, está pré-instalado) e outros aplicativos como Alarme, Calculadora, Calendário, Conversor de Moeda, Relógio, Cronômetro e Perfis estão pré-instalados neste modelo Nokia. O telefone suporta Java MIDP v2.0.